# Рујанско четворојеванђеље
Рујанско четворојеванђеље је прва штампана књига у Србији, дело је монаха Теодосија у манастиру Рујно, у селу Врутци код Ужица, 1537. године. 
Рујанско четворојеванђеље штампано је словима ћирилице са српско-словенском рецензијом на 300 листова. 
Запис на колофону књиге: “По вољи Оца и заповести Сина и наклоности Светога Духа, и помоћи Бога кога славимо у Тројици, и Пречисте Владичице Мајке Његове и наше, Богородице, написана (штампана) је ова божанска књига године 7045 (византијске) у манастиру који се зове Рујански, под поткриљем планине која се зове Поникве, на реци која се зове Беаска (Биоска, данашња Ђетиња) на селу које се зове Врутци, при храму Светога и славнога Великомученика и Победоносца Христова Георгија. Трудио сам се о овоме ја грешни, убоги умом, а богати грехом, и Христу слуга, монах Теодосије. Но о овоме молим се браћо вама, или ви који будете читали, или преписивали, исправљајте, а не куните, заради Бога и своје душе, јер ово није писао Дух Свети, ни анђео већ човек малоуман и слабомоћан, и шта више сам. Слава свршитељу Богу, Амин.”
Теодосије не даје више података о себи, тако да се не зна ни где је научио вештину штампања, нити ко му је помагао, ни колико је дуго рађено на припреми књиге за штампу. Али је видљиво надање Теодосијево, његова визија и мисија књиге, да остане поколењима и сведочи о подвигу, каквих је ретко било у оном времену и у ширим оквирима турског царства и европских држава.
Најзаслужнији за откриће књиге, је Павел Шафарик. „Учинио је то 1842. године у Прагу, и то на чешком језику, а не на немачком, на коме је иначе највише писао… О Четворојеванђељу из Рујна писао је Вук Караџић. Он је 1857. у петом броју Српских новина записао: За мене је и за све Србе у данашњој Кнежевини Србији најзнатније оно Јеванђеље што је штампано у Рујну у нахији ужичкој“.
И тада и касније, о Рујанском четворојеванђељу, техници његове израде и посебно о значају књиге за српску и европску културу, писали су бројни аутори, Иван Кукуљевић Сакцински, Ђура Даничић, Феликс Каниц, Стојан Обрадовић, Милан Ђ. Милићевић, Драгиша Лапчевић, Ђорђе Радојичић, Загорка Јанц, Дејан Медаковић, Новак Живковић.
Сачувано је пет примерака Рујанског четворојеванђеља. Први комплетан примерак налази се у Прагу, у колекцији старих књига Павела Јозефа Шафарика. Други примерак је у Санкт Петербургу, у библиотеци М. Е. Салтикова-Шчедрина, који је 1859. године библиотеци продао Вук Караџић заједно са још једанаест рукописних и штампаних књига. Трећи непотпун примерак од 92 листа чува се у Архиву САНУ. Један лист књиге нашао се у селу Залужница у Лици и то је лист, сматра се, из четвртог примерка дела, а уврштен је у збирку књига професора Радослава Грујића.
Познато је да је један примерак књиге чуван у Народној библиотеци у Београду, али је изгорео у пожари приликом бомбардовања Београда 1941. године.
После 450 година, 1987. године, поводом обележавања јубилеја од штампања прве књиге у Србији, објављено је фототипско издање Рујанског четворојеванђеља.